# Abtei St. Martin

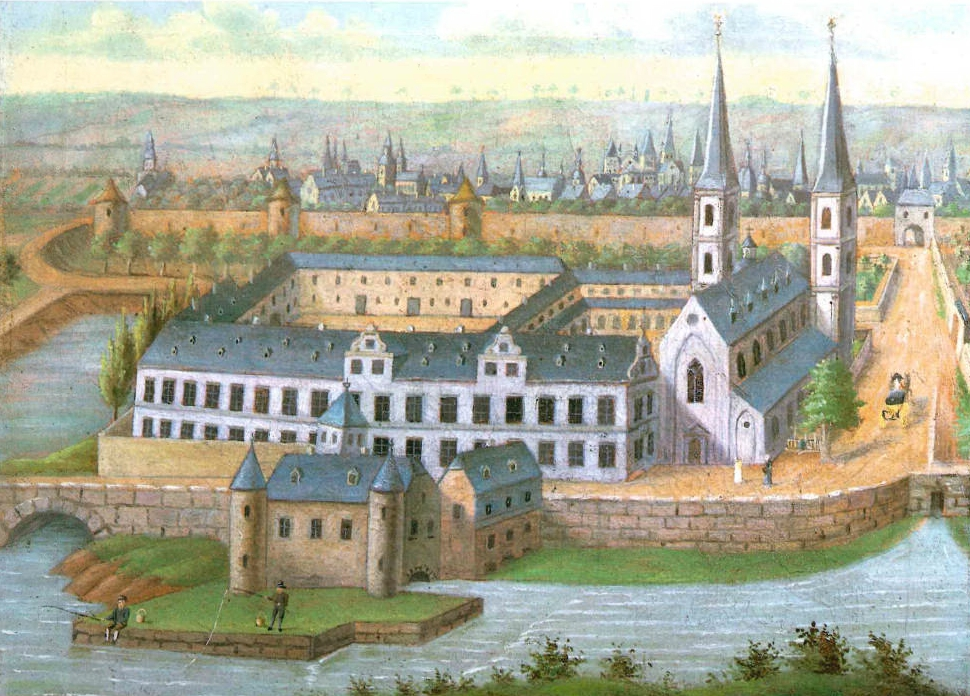
Abtei und Kirche um 1750 (im Vordergrund die Martinsmühle)

Die Abtei St. Martin war eine wahrscheinlich im 6. Jahrhundert entstandene Klosteranlage in Trier. Sie soll aus einer von Martin von Tours im 4. Jahrhundert errichteten Kirche zurückgehen. Spätestens im 10. Jahrhundert wurde die Abtei mit Mönchen des Benediktinerordens besetzt, sie zählte einst zu den größten Abteien der Stadt und wurde 1802 unter der napoleonischen Herrschaft aufgehoben. Die Abtei lag in unmittelbarer Nähe des Moselufers, im Nordwesten der Trierer Innenstadt; die entlang der noch erhaltenen Gebäude verlaufende Straße heißt heute Martinsufer.
Der erhaltene Westflügel des Abteigebäudes und ein moderner Neubau werden heute unter dem Namen „Martinskloster“ als eines der sechs Trierer Studentenwohnheime genutzt. 2020 wurde dieser Neubau schon wieder abgerissen und in den nächsten Jahren durch einen weiteren Neubau ersetzt.

## Geschichte

### Martinskirche

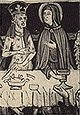
Martin beim Kaiser

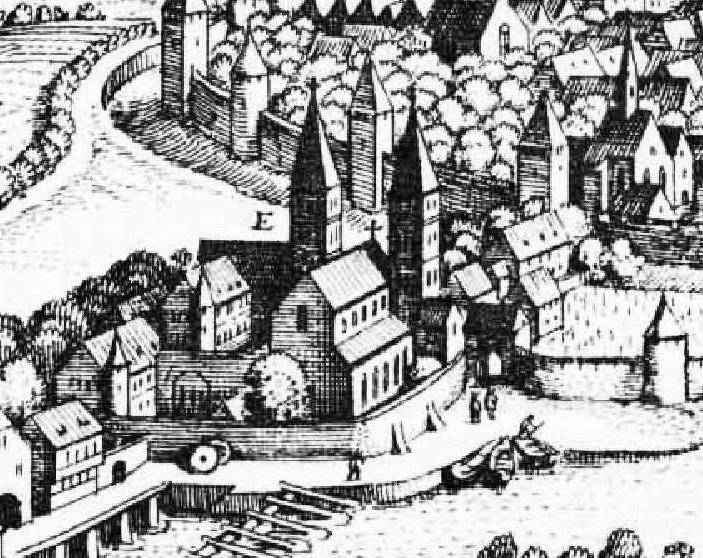
Die Abtei St. Martin auf einem Stich 1646; diese Ansicht ohne Renaissancebau geht wohl auf 1548 zurück

Der Überlieferung nach kam Bischof Martin von Tours (* 316/317; † 397 – jener „Sankt Martin“, der seinen Mantel mit einem Bettler teilte) mehrfach nach Trier, erstmals im Jahr 371 kurz nach seiner Bischofsweihe. Er soll hier den vom Teufel besessenen Knecht des Trierer Prokonsul Tetradius geheilt haben, woraufhin Tetradius zum christlichen Glauben übergetreten sei und im Jahr 385 sein Haus vor den Toren der Stadt zur Verfügung gestellt habe, „damit Martin dort eine Kirche zu Ehren des Heiligen Kreuzes gründen konnte“. Auf dem Gelände an der Mosel, das noch für Jahrhunderte außerhalb der Stadtmauern liegen sollte, soll Martin selbst eine Kapelle gegründet haben, bei der auch christliche Bestattungen stattfanden.
Tatsächlich besuchte Martin im Zusammenhang mit der Auseinandersetzung über die Anklage und Hinrichtung des häretischen Bischofs Priscillian mehrfach den Römischen Kaiser Maximus in Trier, unter anderem im Jahr 386. Zudem fand man 1943 bei Notgrabungen für einen Luftschutzkeller auf dem Gelände des Martinsklosters Fußböden und Mauern eines großen römischen Wohngebäudes aus dem 4. Jahrhundert. Um 400 wurde eine Mauer errichtet, mit der ein Raum für religiöse Zwecke abgetrennt wurde. Darin fanden sich Gräber mit Grabbeigaben aus dem 4. bis 7. Jahrhundert. Die Überlieferung mit ihren legendenhaften Details kann dadurch zwar nicht bewiesen werden, die Funde sprechen aber immerhin mit einer gewissen Wahrscheinlichkeit für die Gründung der ursprünglichen Kirche durch Martin selbst.
Während der Völkerwanderungszeit im 5. Jahrhundert ist diese dem Heiligen Kreuz geweihte Kirche verwüstet worden. Um 587 wurde vom Trierer Bischof Magnerich (auch Magnericus, 573–596) die Martinskirche errichtet, aus der später eine Abtei entstand. Zuverlässige Angaben darüber, ob Magnerich bereits Benediktiner dorthin berief, sind nicht überliefert. Magnerich wurde in der Martinskirche beigesetzt.

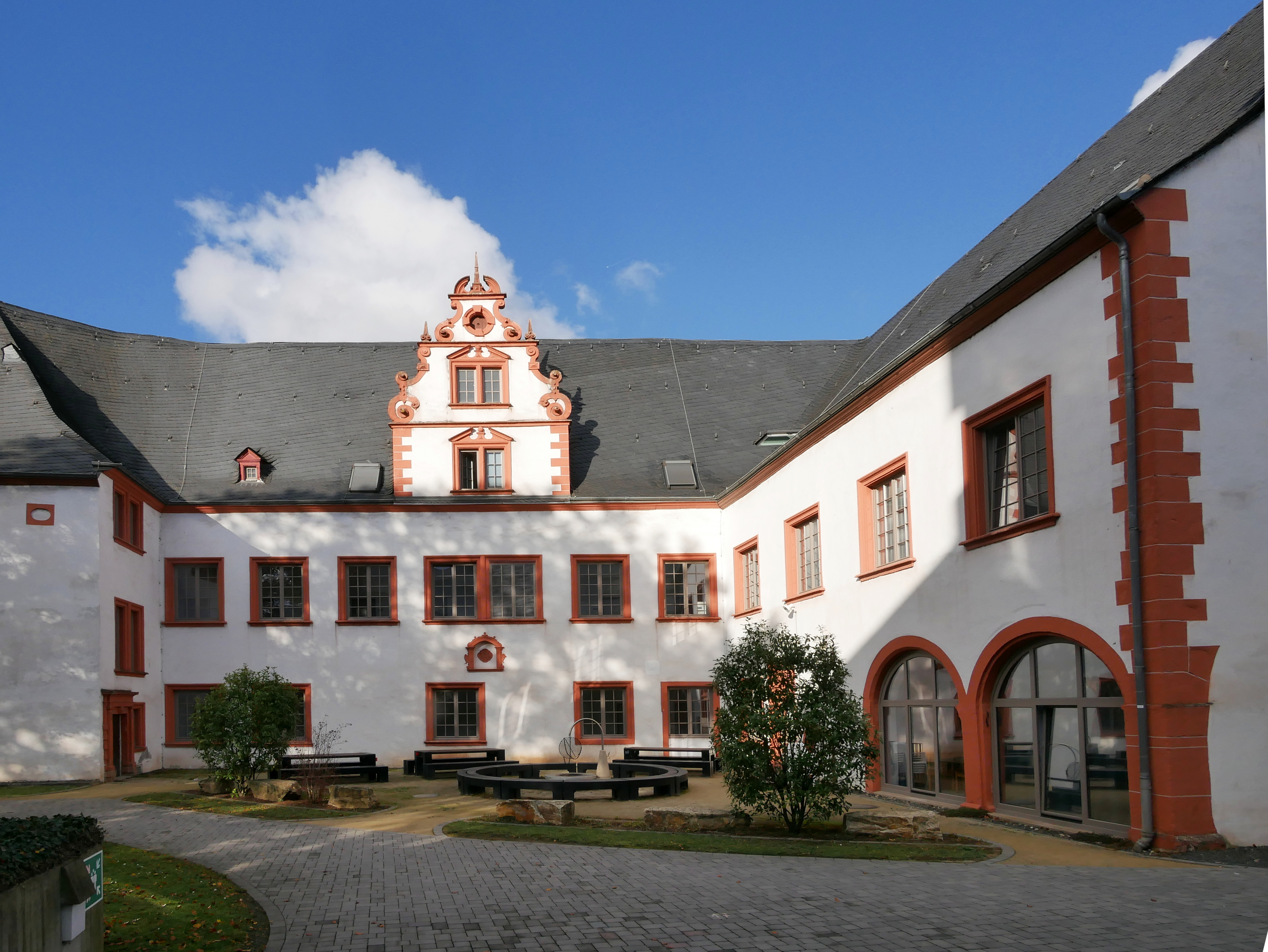
Erhaltenes Abteigebäude, Innenhof

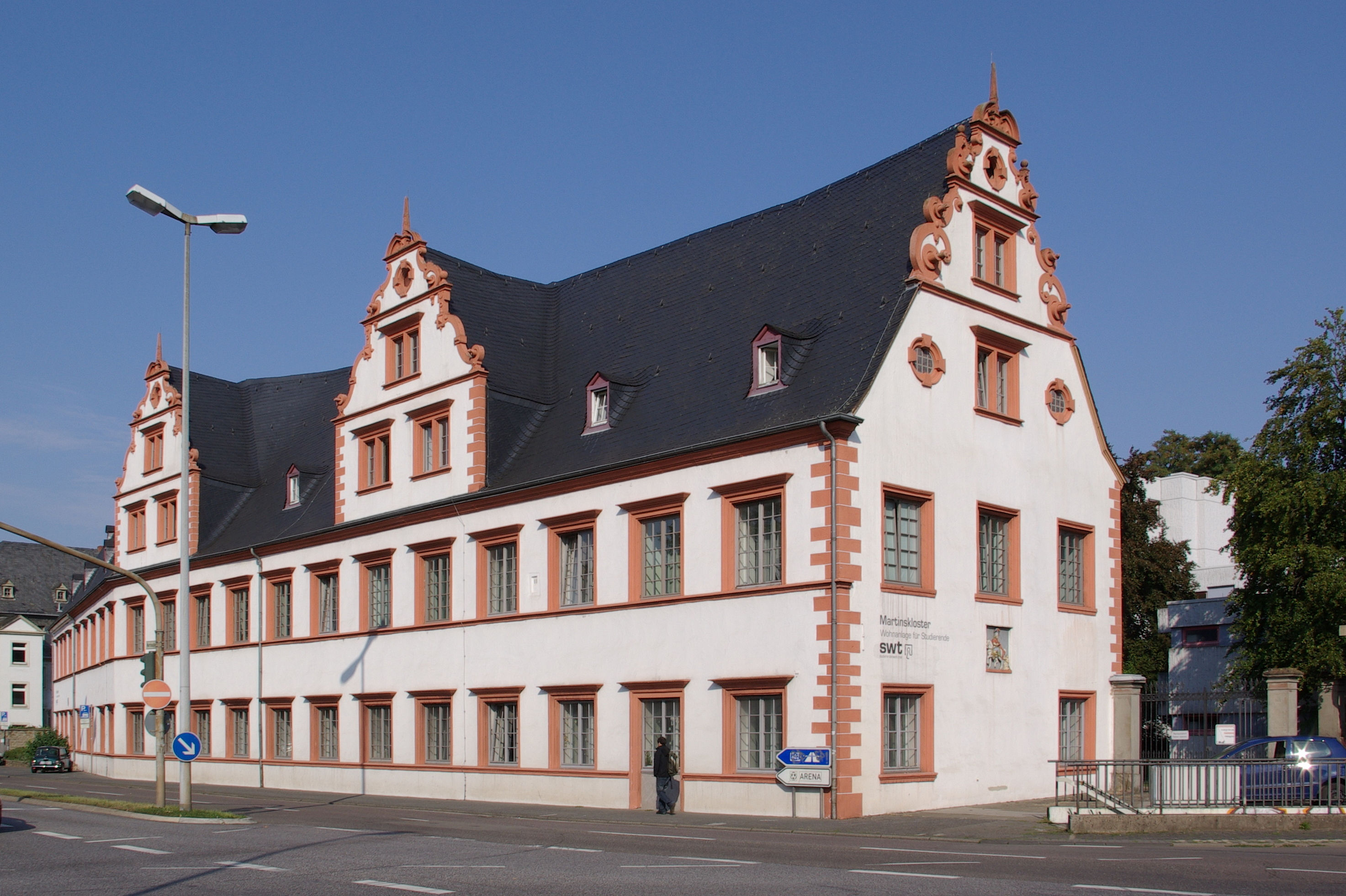
Erhaltenes Abteigebäude, heute Studentenwohnheim, Straßenseite

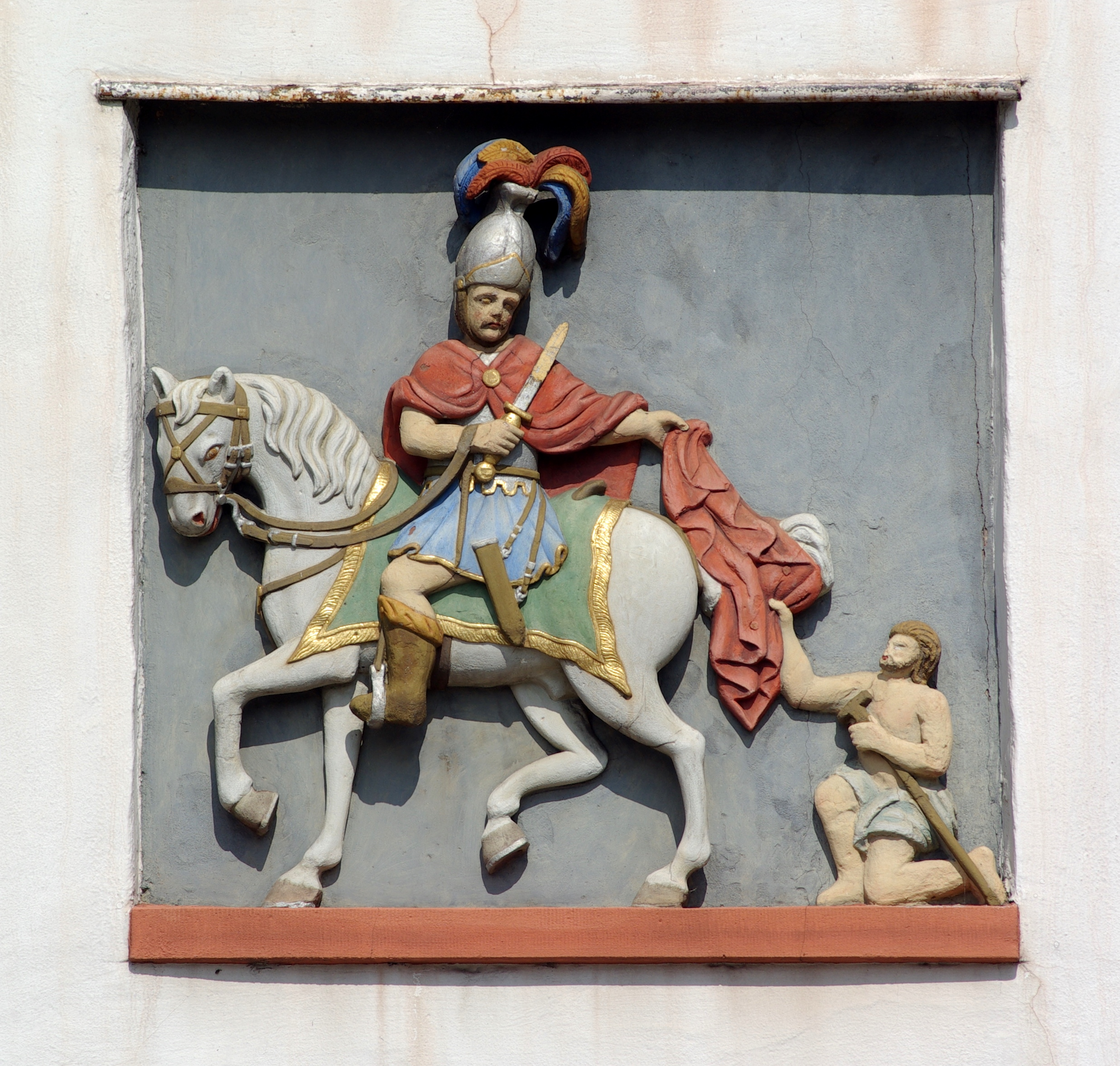
Martin-Relief am Klostergebäude

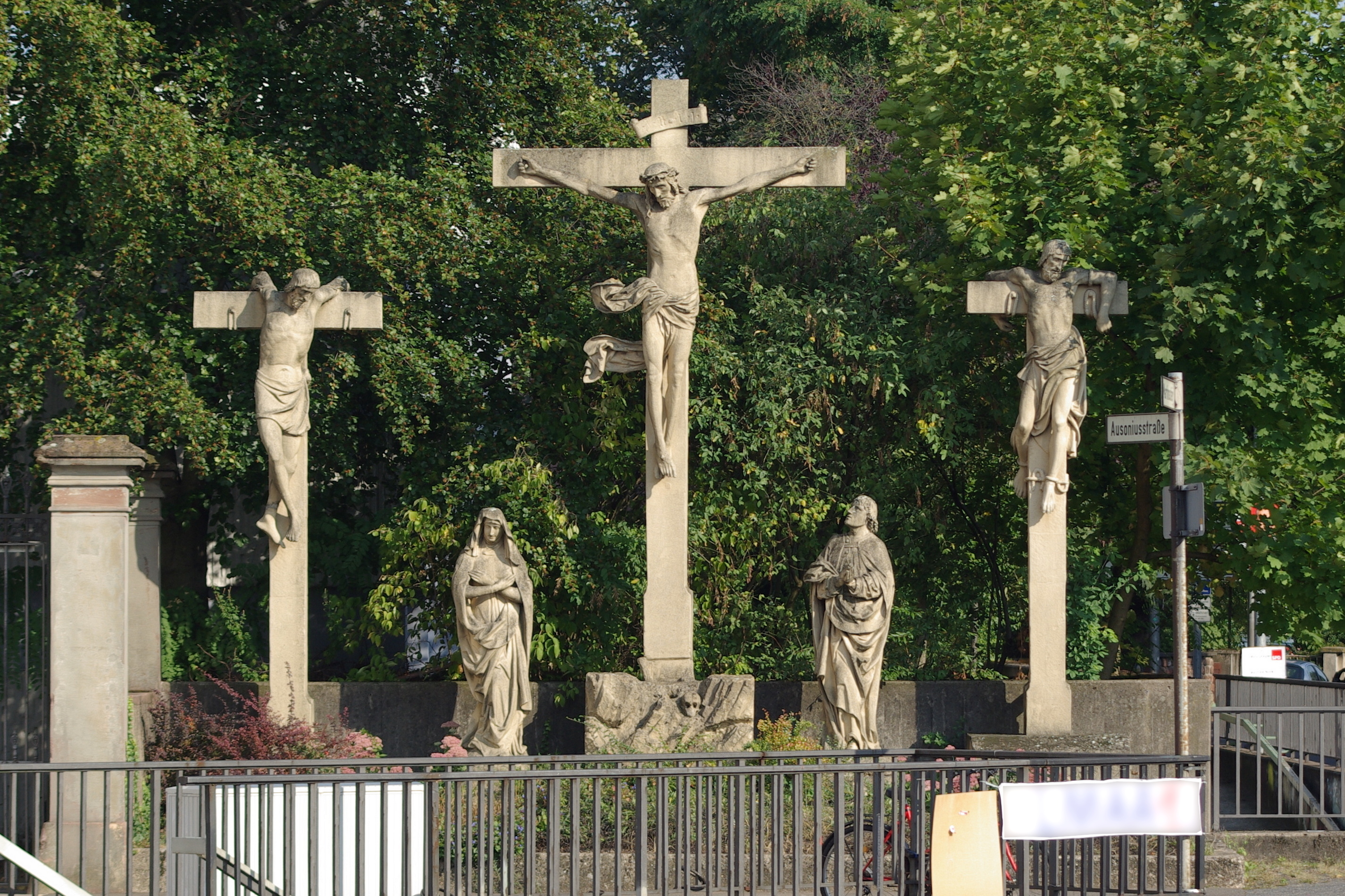
Kopie der Kreuzigungsgruppe von 1498

### Abtei St. Martin
Im April 882 wurde die Abtei bei den Normanneneinfällen auf Trier zumindest teilweise zerstört. 899 setzte Erzbischof Radbod von Trier (883–915) den aus der Abtei Prüm entlassenen Abt Regino (* um 840; † 915) als Abt von St. Martin ein und beauftragte ihn mit der Wiedererrichtung des Klosterwesen. Nach Radbods Tod kam St. Martin und andere Klöster im Trierer Raum in den Besitz des Herzogs Giselbert von Lothringen (928–939). Erzbischof Theoderich I. (965–977) gelang die Wiedererlangung der Rechte der trierischen Kirche.
Im Jahre 975 wurde das Kloster von Theoderich wieder seiner Bestimmung übergeben und die alten Besitzungen wiedergegeben. Dem Konvent wurde die freie Abtwahl zugestanden. Aus dem gleichen Jahr stammt auch eine Urkunde Kaiser Ottos II., nach welcher er die wiederhergestellte Abtei St. Martin bestätigte und unter seinen Schutz nahm. Der Vorgänger Theoderichs, Erzbischof Heinrich I. (956–964), hatte der Abtei achtzig Mansus Land entzogen und nach der Vertreibung der Mönche Kanoniker eingesetzt. Zu den 975 genannten Besitztümern der Abtei gehörte die Kirche St. Viktor (1443 zerstört) mit allem Zubehör: Sivenich (Siuinic), Kimmlingen (Cumelanch) und Beßlich (Bessilich); die Kirche St. Symphorian (nach 1393 verfallen) mit Zubehör: Lorich (Lorchen) und Sirzenich (Sarceni); die Gutsbezirke Irsch (Erche), Hockweiler (Hocuuilre), Korlingen (Corlanch) und Ockfen (Occava). Erzbischof Hillin schenkte 1168 der Abtei Ländereien bei Wehlen, Graach und Zeltingen und bestätigte alle Rechte. Neben den bereits 975 genannten Besitzungen wurden genannt: das Dorf Pallien, zu Pfalzel drei Mansus Land, in Wiltingen einen Mansus, einer zu Lonebach, einer zu Dudeldorf sowie verschiedene kleinere Besitzungen.
Im 10. Jahrhundert befand sich das im 9. Jahrhundert in Tours geschriebene Strahov-Evangeliar im Besitz der Abtei, wo dieses vom Meister des Registrum Gregorii überarbeitet und verziert wurde.
Auf den Neubau der Klosterkirche am Ende des 11. Jahrhunderts folgte bis zum 13. Jahrhundert die wirtschaftliche Blütezeit des Klosters. Die mittelalterliche Trierer Stadtmauer wurde bis an das Kloster gebaut, und in seiner unmittelbaren Nähe wurde das Martinstor errichtet.
In den folgenden Jahrhunderten wurde das Kloster kontinuierlich erweitert; ein Dormitorium (1506) sowie der heute noch bestehende Westflügel des Abteigebäudes mit der Spätrenaissancefassade an der Moselseite (1626, Erweiterung 1735) wurden erbaut.

### Säkularisation, Porzellanmanufaktur
In der Folge der Französischen Revolution wurde Trier am 9. August 1794 von Französischen Revolutionstruppen besetzt. 1797/1801 wurde das Linke Rheinufer Teil der Französischen Republik. Am 15. März 1802 erfolgte durch den Präfekten des Saardepartements die Aufhebung der Abtei und die Beschlagnahme des gesamten Vermögens. Die noch übrigen sechs Geistlichen wurden pensioniert. 1804 erfolgte die Versteigerung des Klosters, die Kirche und verschiedene Gebäude inklusive des Dormitoriums wurden abgerissen. Im übrig gebliebenen Westflügel wurde 1807 von Christian Deuster eine Porzellanmanufaktur eingerichtet, in der Krypta befand sich der Brennofen. 1813 wurde diese Manufaktur aufgegeben und, nachdem Trier 1815 an Preußen gekommen war, 1816 von Peter Marx wieder in Betrieb genommen. Die Fabrik ist um 1824 eingegangen.

### Äbte
| 0899–0915     | Regino                          |                                                                                |
| 0975–0995     | Engelbert                       |                                                                                |
| 0995–1040     | Eberwin                         | verfasste auch verschiedene Schriften                                          |
| ?             | Siegfried                       | nur Name überliefert                                                           |
| ?             | Remigius                        |                                                                                |
| Mitte 11. Jh. | Ernestus                        |                                                                                |
| um 1074       | Hugo                            |                                                                                |
| 0?–1094       | Siegeberin                      | vollendete 1090 den Bau des Klosters                                           |
| 1094–?        | Theodericus                     | verfasste als Mönche eine Schrift gegen Gregor VII.; vollendete die Kirche     |
| um 1136       | Otto                            |                                                                                |
| um 1138       | Rainald                         | erscheint als Zeuge in der Stiftungsurkunde der Zisterzienserabtei Himmerod    |
| um 1156       | Godefried I.                    | erscheint als Zeuge in der Stiftungsurkunde der Prämonstratenserabtei Arnstein |
| 1163–1168     | Reginer                         |                                                                                |
| 1168–1178     | Oliverus                        |                                                                                |
| 1178–?        | Cono                            |                                                                                |
| vor 1181      | Godefried II.                   |                                                                                |
| 1181–?        | Reiner                          | aus der Abtei St. Maximin gewählt                                              |
| um 1197       | Wilhelm I.                      |                                                                                |
| 1218–1230     | Richard                         |                                                                                |
| 1230–1240     | Balduin                         |                                                                                |
| 1240–1249     | Theoderich II.                  |                                                                                |
| 1250–1297     | Johannes I.                     | war 1361–1376 auch Trierer Weihbischof                                         |
| 1297–1339     | Johannes II. von Lieser         |                                                                                |
| 1339–1366     | Werner Zandt von Merl           |                                                                                |
| 1366–1388     | Wilhelm II. Zandt von Merl      |                                                                                |
| 1388–1415     | Hugo von Ellenz                 |                                                                                |
| 1415–1427     | Johannes IV. von Schwarzenburg  |                                                                                |
| 1427–1429     | Herbrand von Güls               |                                                                                |
| 1430          | Heinrich von Gmünd (de Gemunda) |                                                                                |
| 1434–1440     | Wilhelm III. von Helmstadt      |                                                                                |
| 1440–1465     | Matthias Rutger                 | (gest. 1482, resignierte)                                                      |
| 1483–1499     | Johannes V. Blankart            |                                                                                |
| 1499–1523     | Konrad von Rat(t)ingen          |                                                                                |
| 1523–1539     | Nikolaus von Reil (Ryle)        |                                                                                |
| 1539–1562     | Rupert (Ropert) von Echternach  |                                                                                |
| 1563–1577     | Gregor von Virneburg            |                                                                                |
| 1577–1604     | Johann(es) VI. von Malmedy      |                                                                                |
| 1604–1621     | Servatius Maring                |                                                                                |
| 1621–1652     | Franz Holz(erus)                |                                                                                |
| 1652–1668     | Martin(us) Mering(ius)          |                                                                                |
| 1668–1672     | Albert Balthasari               |                                                                                |
| 1672–1680     | Nikolaus Lyser (Liser, Lieser)  |                                                                                |
| 1680–1687     | Matthias Irsch                  |                                                                                |
| 1687–1700     | Jacob de Belva (de Bellevaux)   |                                                                                |
| 1701–1747     | Benedikt Henn                   |                                                                                |
| 1747–1778     | Paul Lejeune                    |                                                                                |
| 1778–1790     | Karl von Sachs                  |                                                                                |
| 1790–1802     | Paul Tisquin                    |                                                                                |

## Abteigebäude

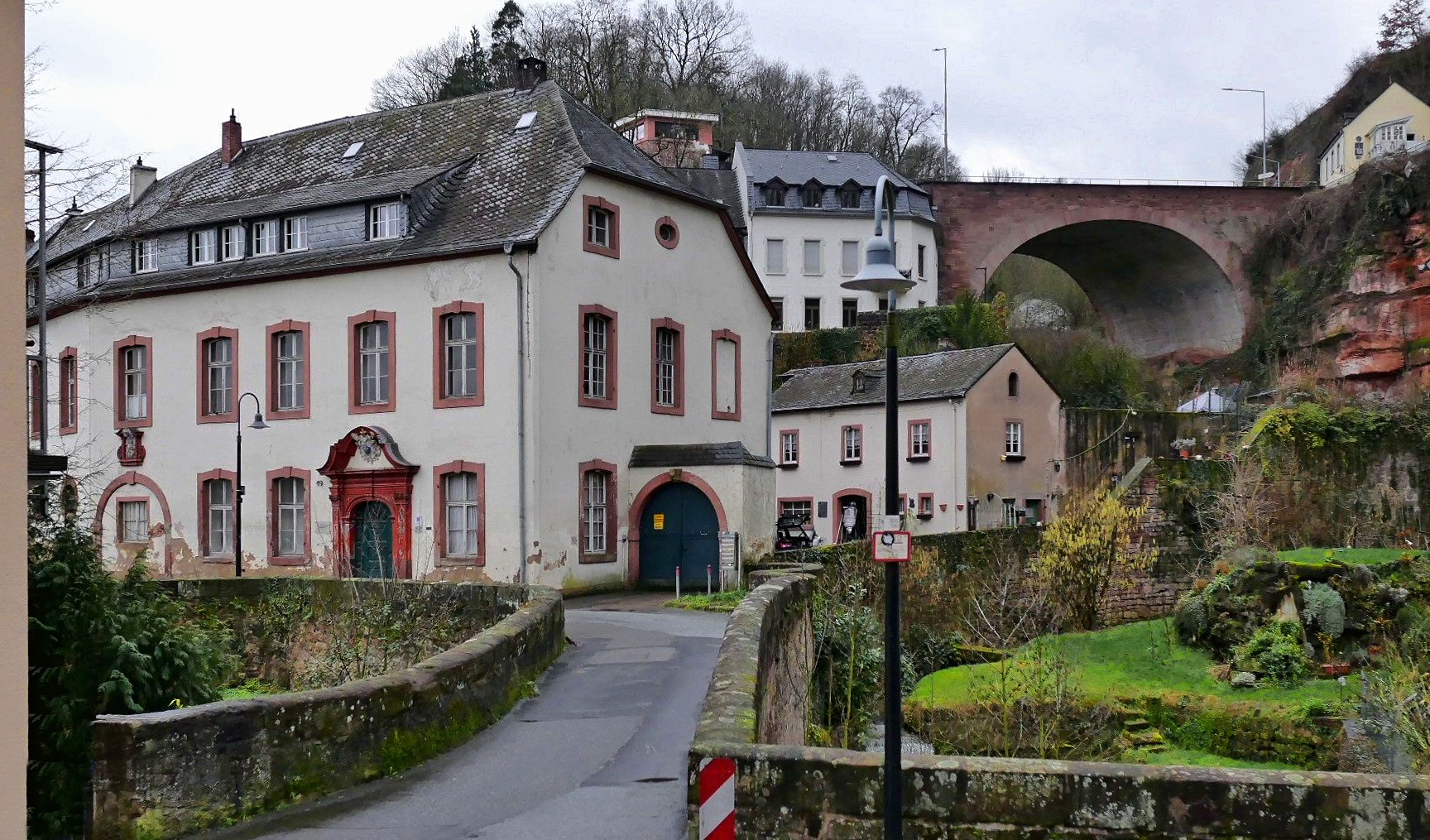
Hofhaus der Abtei in Trier-Pallien

Heute ist nur noch der Westflügel des Abteigebäudes im Stil der Spätrenaissance erhalten. Daneben ist die Kopie einer spätgotischen Kreuzigungsgruppe (1498) aufgerichtet, deren Original in der Kirche St. Paulus steht. Erhalten ist zudem das Hofhaus der Abtei in Pallien – direkt gegenüber auf der anderen Seite der Mosel – und das Hofhaus der Abtei in Ockfen.

## Heutige Nutzung

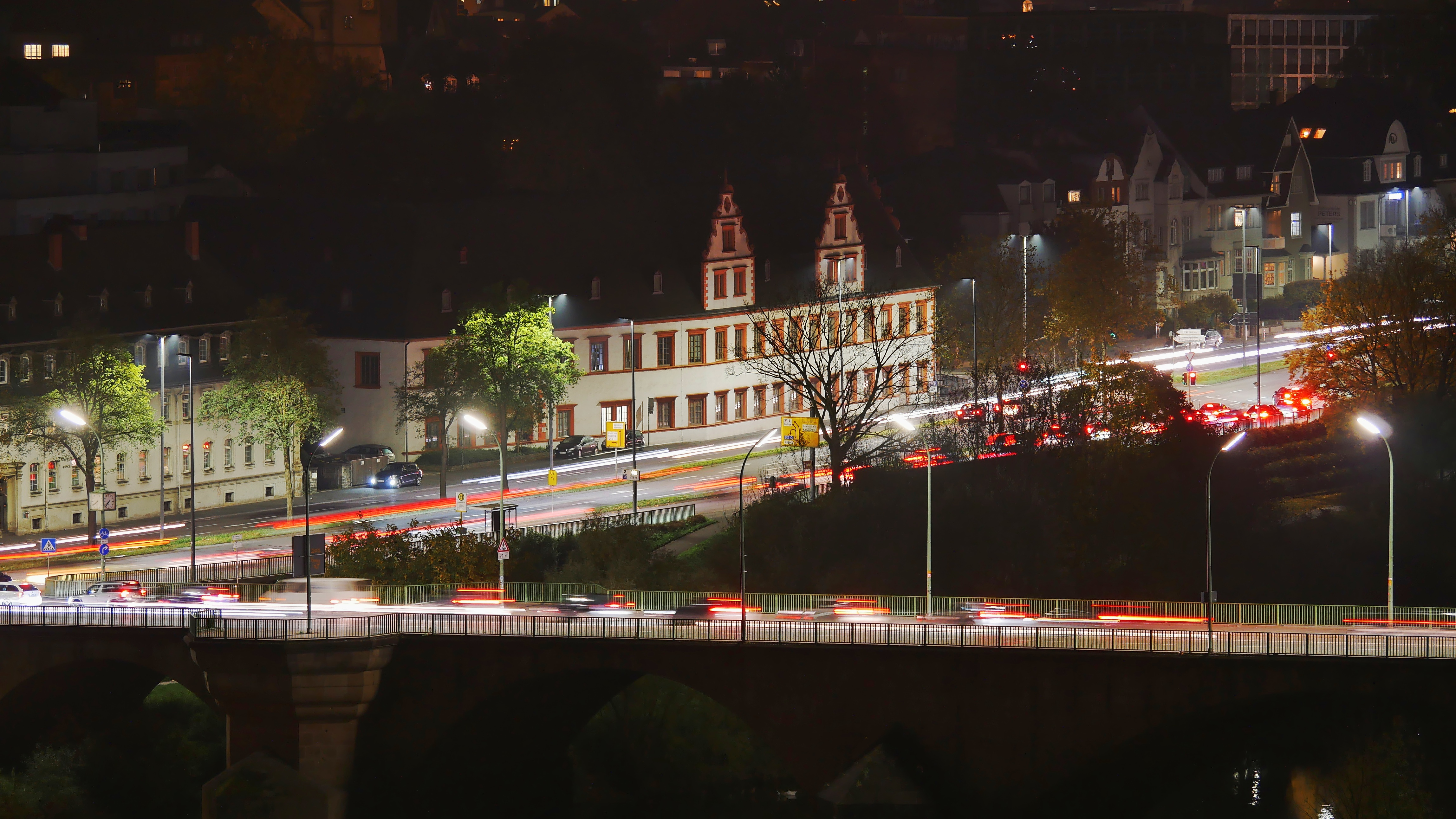
Die Abtei bei Nacht – im Vordergrund die Kaiser-Wilhelm-Brücke

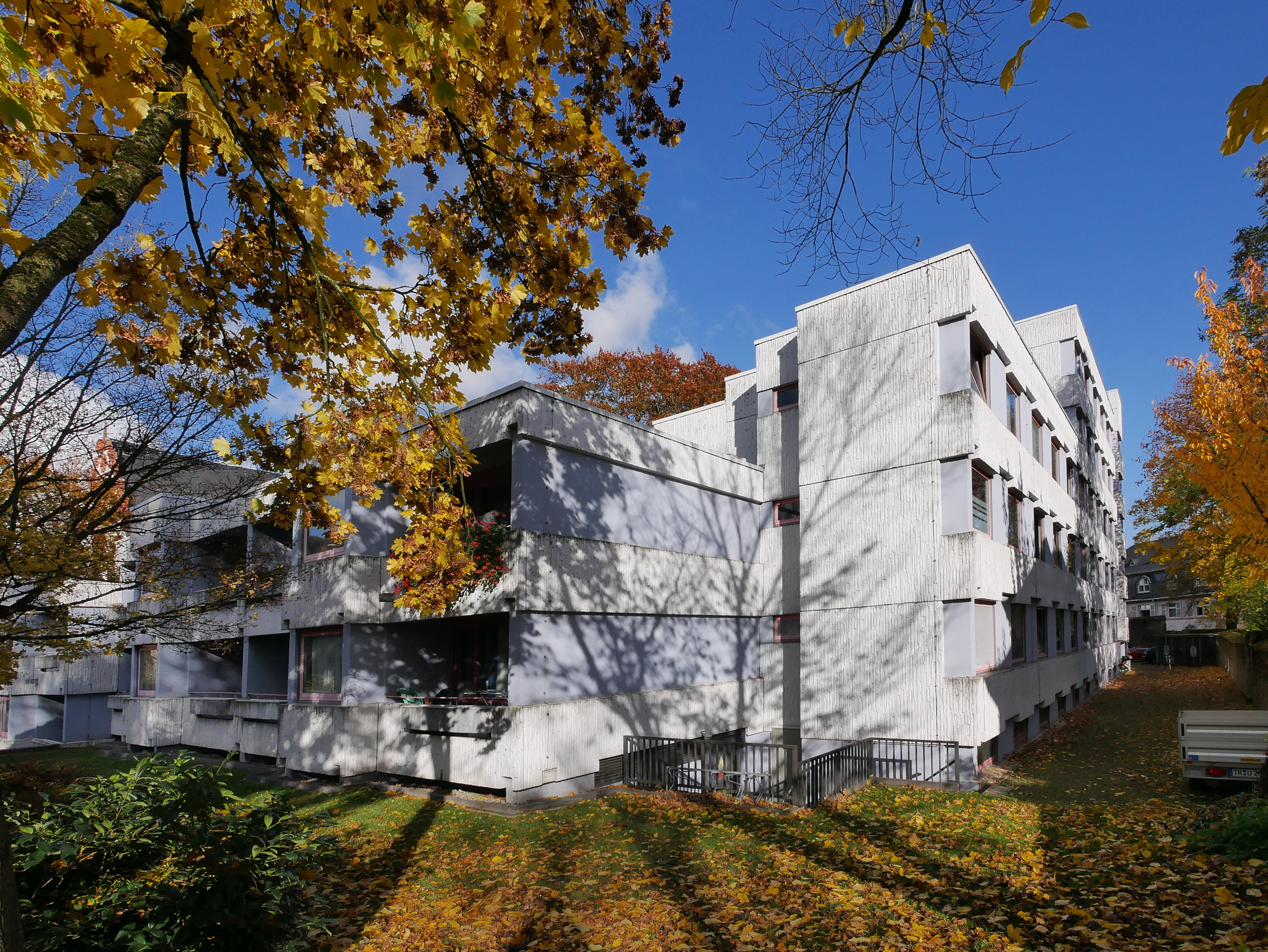
Neubau der 1970er Jahre, 2020 abgerissen

1972 wurde der Westflügel des Abteigebäudes aus dem 17. Jahrhundert nach längerem Leerstand kernsaniert und mit einem im gleichen Jahr errichteten Neubau zu einem Studentenwohnheim des Studierendenwerkes Trier umfunktioniert. Der Neubau wurde hufeisenförmig an den geraden Altbau angebaut, so dass zwischen den Gebäuden ein Innenhof entstand, der eine mächtige Rotbuche (Naturdenkmal) beherbergt. 2020 wurde der Neubau im Stil des Brutalismus aus den 70er Jahren abgerissen und mit dem Neubau eines Wohnheims in Holzhybridbauweise begonnen. Im selben Jahr begann die erneute Sanierung des Abteigebäudes. In Kooperation mit der Universität Trier erhält jede der zukünftigen 200 Wohneinheiten ein Artefakt mit historischem Bezug zur Baugeschichte des Martinsklosters.

## Martinsmühle
Die Martinsmühle an der Mosel existierte als steinerne Mühle von 1463 bis 1876. Die Nachfolgebauten, zunächst die Hupperschwiller Färberei, danach das Martinsbad, wurden 1963 für die neue Verkehrsregulierung am stadtseitigen Kopf der Kaiser-Wilhelm-Brücke abgerissen.

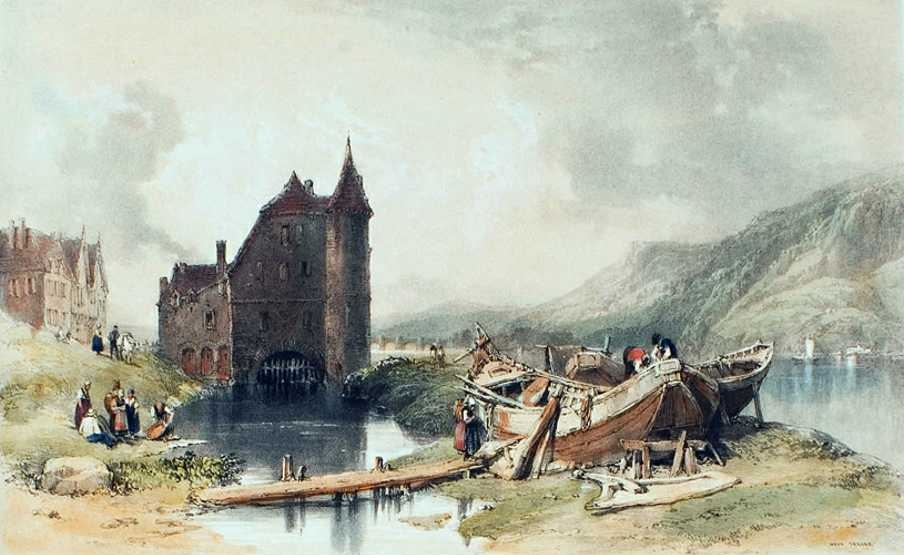
Martinsmühle (1838)
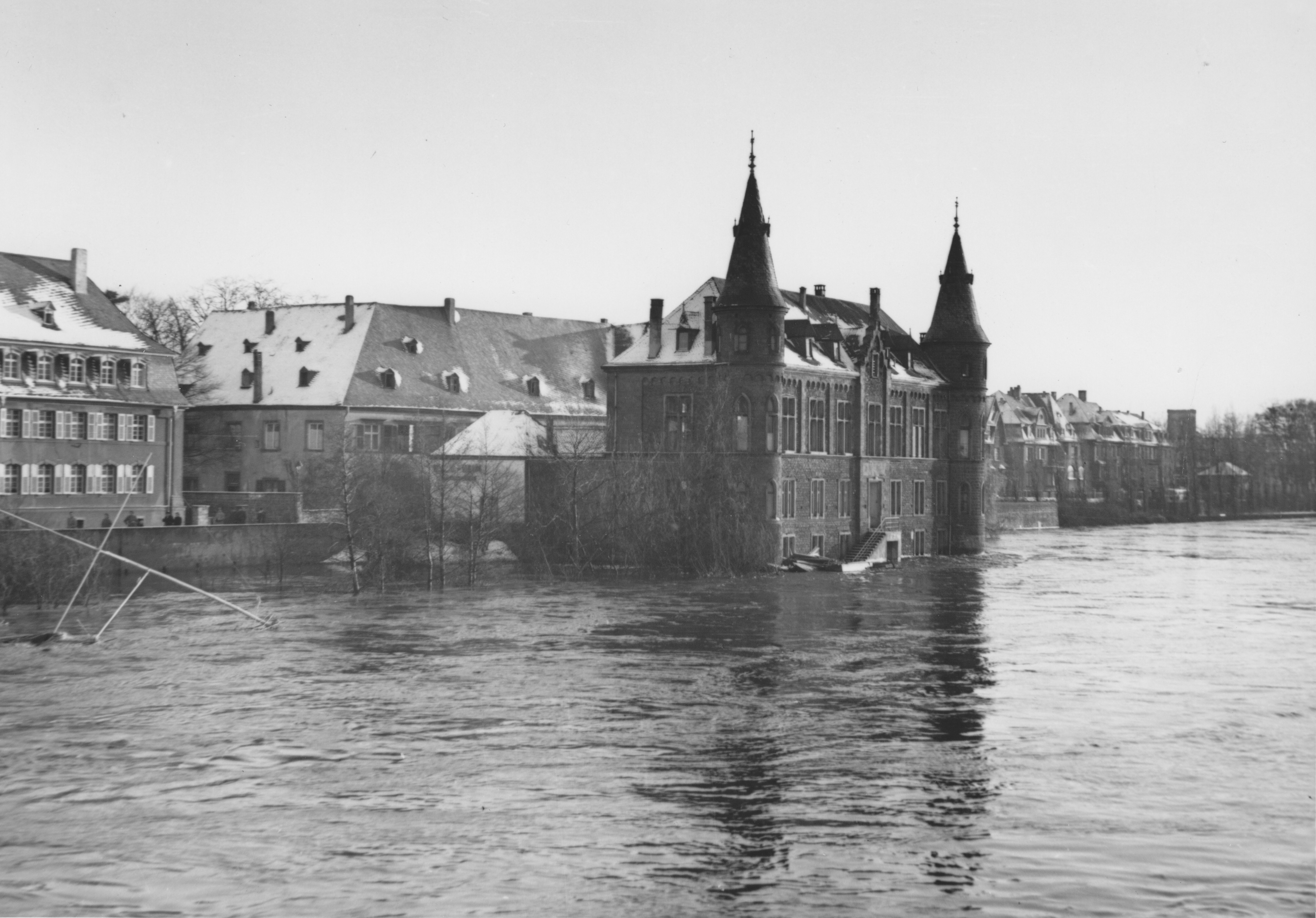
Martinsmühle (1955)